# Айгнер, Франц (тяжелоатлет)
Франц Айгнер (нем. Franz Aigner, 24 января 1892 — 21 января 1970) — австрийский тяжелоатлет, чемпион мира и призёр Олимпийских игр.
Франц Айгнер родился в 1892 году. В 1923 году завоевал золотую медаль чемпионата мира. В 1924 году на Олимпийских играх в Париже Франц Айгнер завоевал серебряную медаль.